# Spoorlijn Zürich - Bülach
De spoorlijn Zürich - Bülach ook wel Gabeleisenbahn en wegens Y-vorm ook wel Herdöpfelbahn genoemd is een Zwitserse spoorlijn tussen Zürich en Bülach gelegen in kanton Zürich.

## Geschiedenis
Het traject werd door de Bülach-Regensberg-Bahn (BR) in 1 mei 1865 geopend.

## Treindiensten
Het lokaal personenvervoer wordt op dit traject uitgevoerd door de Schweizerische Bundesbahnen (SBB).

## Aansluitingen
In de volgende plaatsen is of was er een aansluiting van de volgende spoorlijnen:

### Zürich HB
Zürich Hauptbahnhof (vaak afgekort als Zürich HB) is het grootste treinstation in Zürich.
SBB-Bahnhof (spoor 3-18, 21-24, 51-54)
- Bazel - Zürich (SBB), spoorlijn tussen Zürich HB en Bazel
- Zürich - Winterthur (SBB), spoorlijn tussen Zürich HB en Winterthur
- Zürich - Zug, spoorlijn tussen Zürich en Zug
- Rechter Zürichseelinie (SBB), spoorlijn tussen Zürich HB en Rapperswil
- Linker Zürichseelinie (SBB), spoorlijn tussen Zürich HB en Ziegelbrücke

SZU-Bahnhof (spoor 1-2)
- Sihltalbahn (SZU), spoorlijn tussen Zürich HB en Sihlbrugg
- Uetlibergbahn (SZU), spoorlijn tussen Zürich HB en Uetliberg

### Bülach
- Winterthur - Koblenz, spoorlijn tussen Winterthur en Koblenz
- Schaffhausen - Bülach, spoorlijn tussen Schaffhausen en Bülach

## Elektrische tractie
Het traject werd geëlektrificeerd met een spanning van 15.000 volt 16 2/3 Hz wisselstroom.

## Afbeeldingen

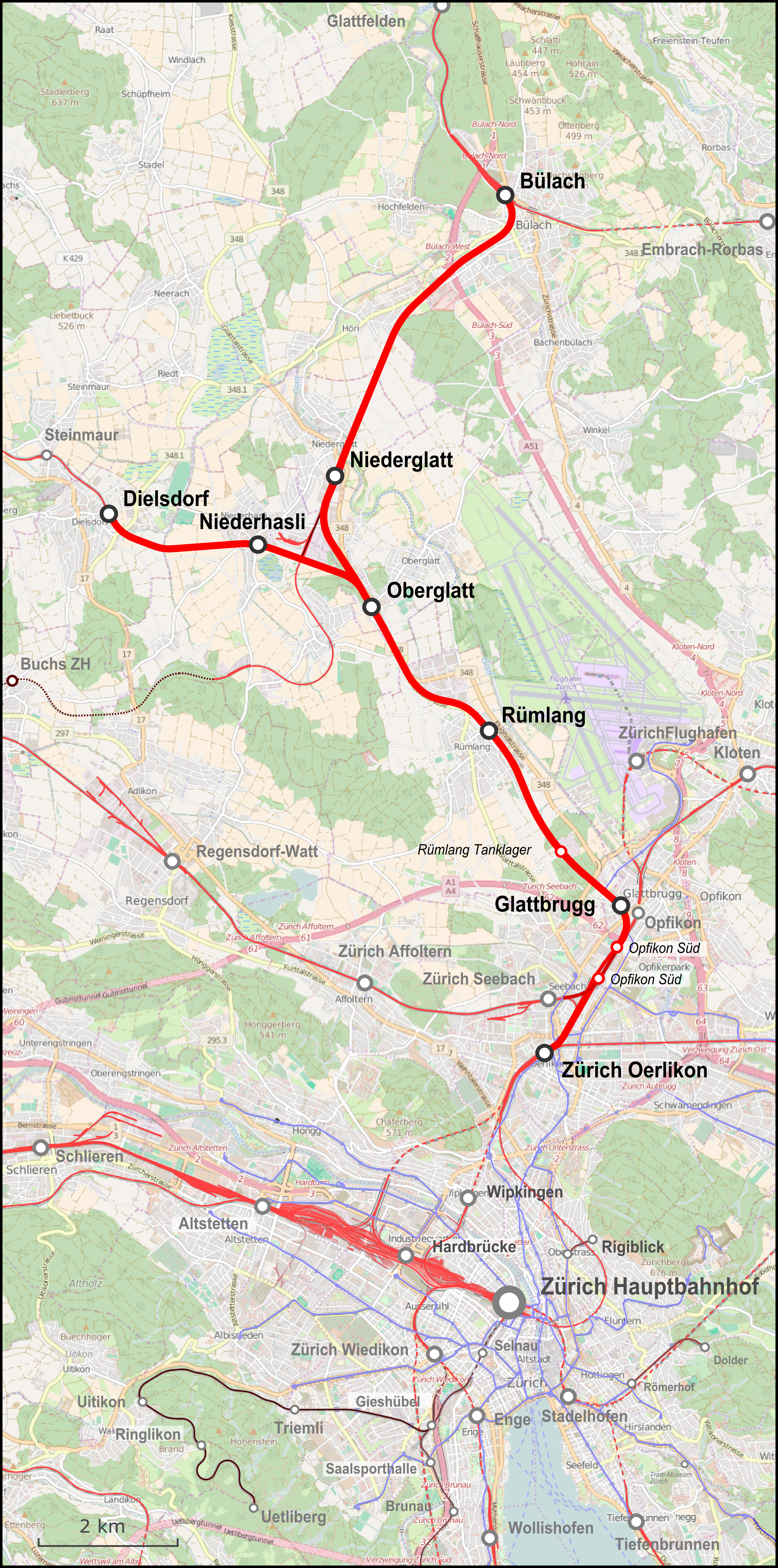
Trajectkaart
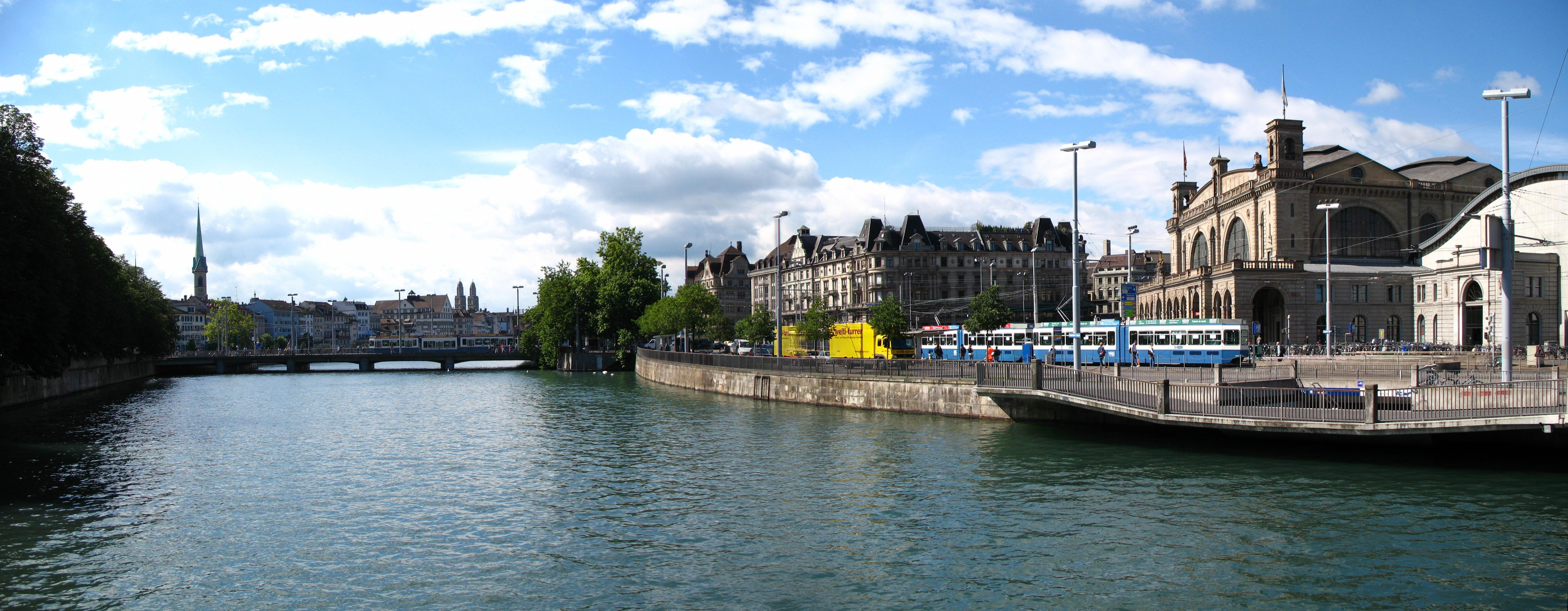
Limmat met rechts Zürich Hauptbahnhof
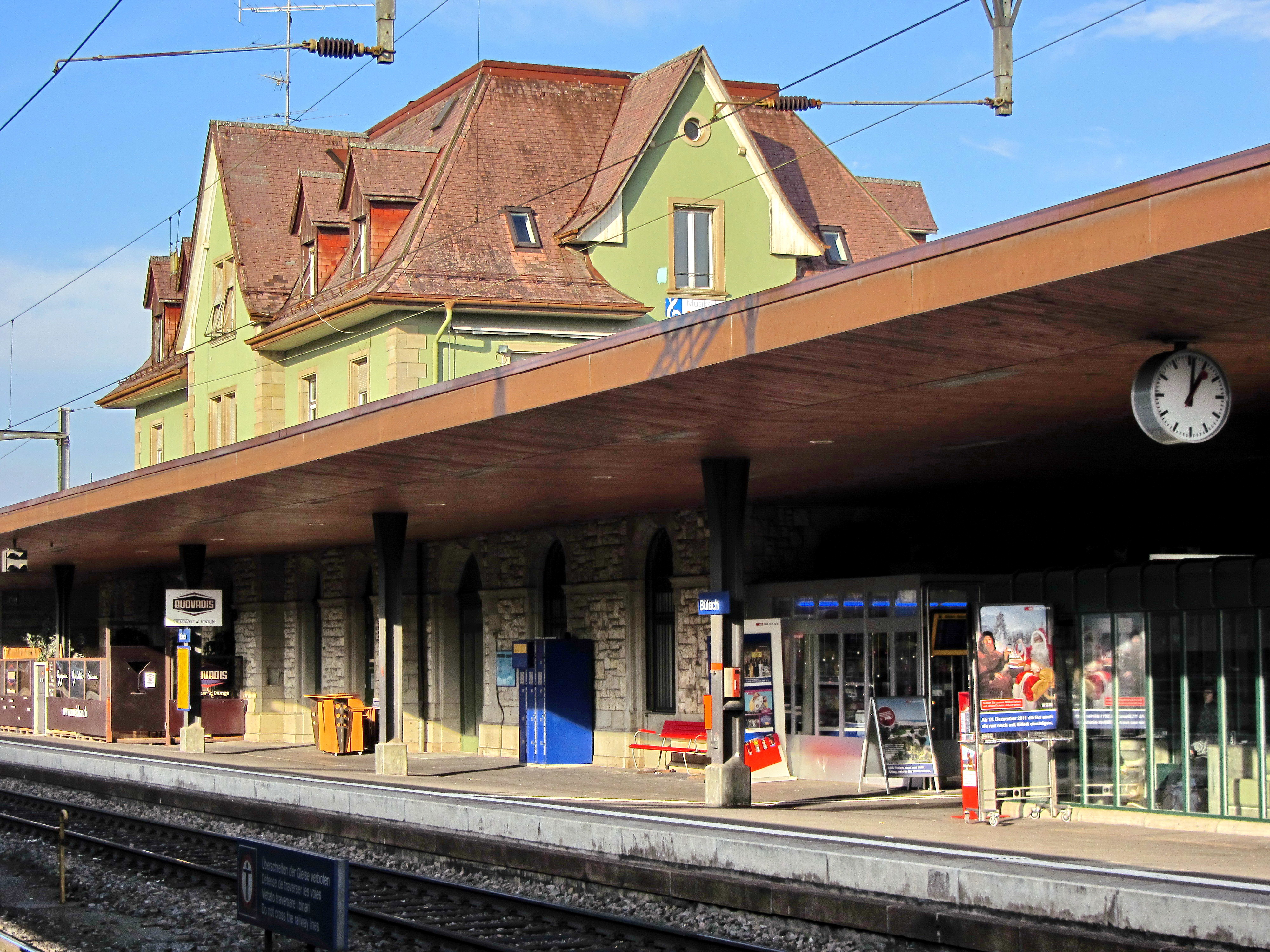
Station Bülach